# Ceratostylis subulata
Ceratostylis subulata är en orkidéart som beskrevs av Carl Ludwig von Blume. Ceratostylis subulata ingår i släktet Ceratostylis och familjen orkidéer. Inga underarter finns listade i Catalogue of Life.

## Bildgalleri

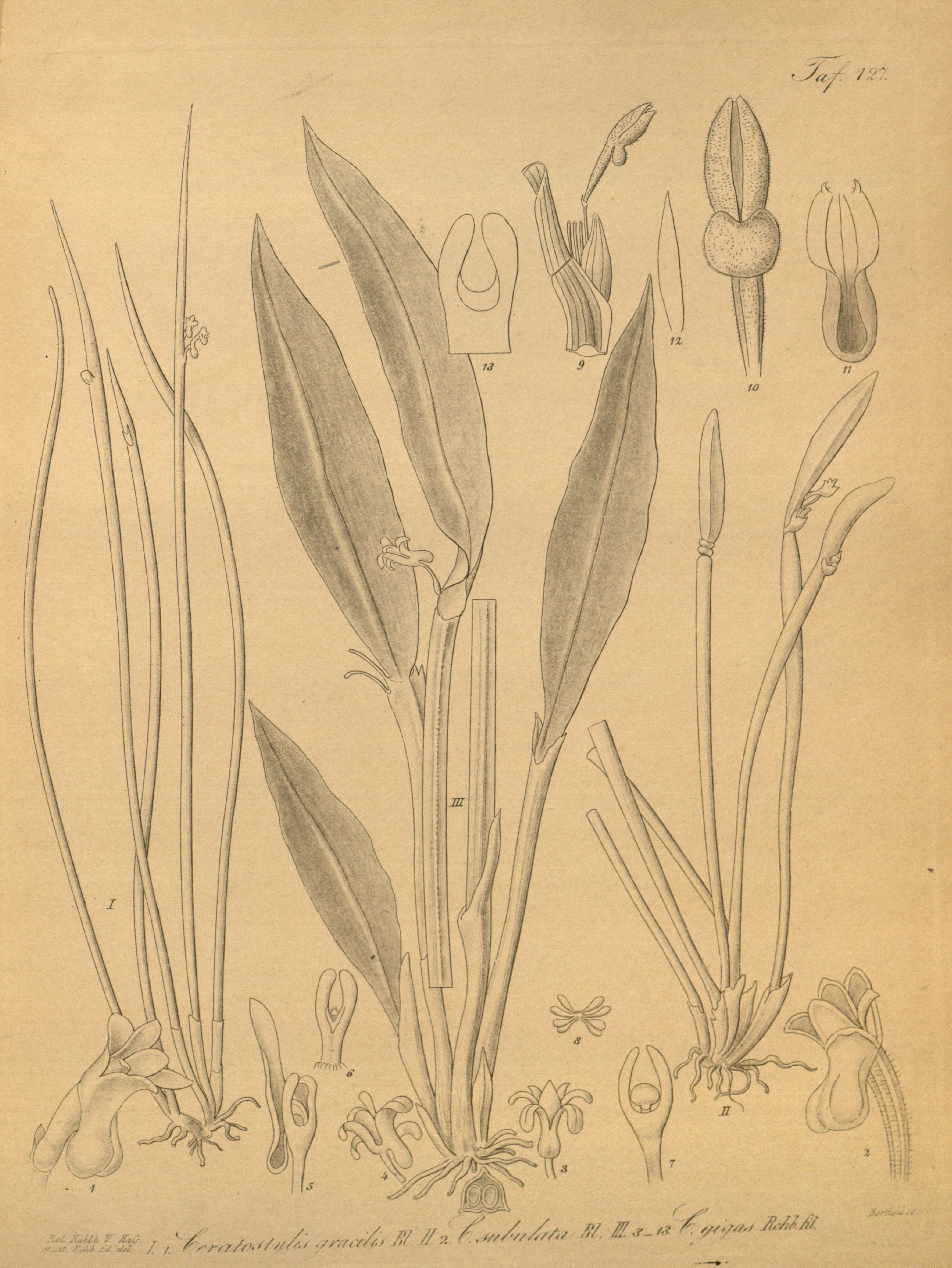